# Laicità
La laicità, in senso politico, sociale e morale, è lo stato di autonomia e indipendenza rispetto ad ogni condizionamento ideologico, morale o religioso altrui o proprio. Nel diritto, il principio di laicità rappresenta il principio secondo cui le decisioni umane devono essere basate solo su considerazioni che discendono da dati di fatto, in quanto questi sono slegati da opinioni personali, favorendo così il secolarismo. Generalmente ci si riferisce al termine laicità dello Stato e delle Istituzioni per indicare univocamente lo stato di neutralità e separazione del sistema istituzionale nei confronti delle convinzioni religiose e delle religioni, intesa come autonomia dello Stato, aconfessionalità e neutralità dell'ordinamento giuridico e completo controllo temporale dello stato, capace di limitare le ingerenze religiose e garantire la libertà religiosa individuale, senza tuttavia al contrario imporre uno stato etico.

## Definizione
Etimologicamente il termine laico deriva dal greco laïkós ovvero "del popolo" quindi "che vive tra il popolo secolare e non ecclesiastico".
Il principio di laicità rifiuta qualunque forma di imposizione dogmatica e la pretesa di determinare le proprie scelte morali ed etiche al di fuori di una critica o un dibattito. Esso sostiene l'indipendenza del pensiero da ogni principio morale ed etico, quindi indirizza il dibattito, il confronto e l'apertura, all'autonomia delle scelte personali in ogni settore (politico, sociale, spirituale, religioso, morale).
In tempi recenti, il concetto viene talvolta erroneamente considerato un generico contenitore dei concetti di ateismo, agnosticismo e non-credenza, fino a vedere utilizzato il termine "laico" per indicare un individuo generralmente non credente. Tale uso è semanticamente scorretto, in quanto laico ha significato di svincolato dall'autorità confessionale, ma non inficia la pratica di una particolare credenza religiosa.
L'abuso del termine in sede politica, in funzione di sinonimo perfettamente sovrapponibile ad "anticlericale" o "ateo", ha generato l'utilizzo del termine spregiativo "laicista", con un significato –  simile e opposto all'uso del termine spregiativo "clericale" – per indicare persone che si autodefiniscono "laiche" e si comportano come anticlericali.
Nel significato originario del termine, ancora utilizzato in ambito religioso, il laico è invece un fedele della religione non ordinato sacerdote o non appartenente a congregazioni religiose.

## Storia
Il tema della laicità esiste da prima della diffusione del termine stesso, che nasce assieme ad altri neologismi astratti che prendono forma solo nella storia contemporanea.

### Società greche e romane
Nella Grecia antica i temi della lacità vengono sollevati da alcuni filosofi, che mettono in discussione l'origine del mondo e lo scopo dell'esistenza proposte dalle visioni religiose, promuovendone la discussione critica e non-dogmatica e proponendo visioni del mondo non morali. Ne sono un esempio il pensiero di Epicuro (Lettera a Meneceo) e di Marco Aurelio (Colloqui con se stesso), nonché le vicende di Ipazia.
Nella società dell'antica Roma, nel 509 a.C. col sopravvento della repubblica sulla monarchia, non solo si interrompe l'ereditarietà del potere, ma anche si scinde il potere "temporale", ceduto ai magistrati, da quello "spirituale", ceduto ai sacerdoti. Nel diritto romano del periodo repubblicano, secondo lo studioso Fritz Schulz, avviene quindi già un fenomeno di isolierung (dal tedesco "isolamento"), ovvero una distinzione netta tra diritto laico e diritto sacro, tra diritto umano e divino, tra pubblico e privato. Tuttavia altri studiosi come P. Catalano e P. Siniscalco ritengono che ciò non avvenga completamente in nessuna delle epoche romane.
Difatti, nella società romana si parla più generalmente di "tolleranza" (es. Editto di Milano) o "pax deorum" (pace con gli dei, tesa a mantenere il favore di tutte le divinità contemporaneamente), e si applica tanto all'interno del politeismo romano, quanto alle religioni che si sono periodicamente innestate in epoca imperiale, come lo stesso Cristianesimo.

### Società cristiane
Con il cristianesimo il tema viene posto in primis dall'affermazione dello stesso Gesù: «Date a Cesare quello che è di Cesare e a Dio quello che è di Dio».
Nel periodo romano imperiale, la separazione viene generalmente mantenuta, come testimonia l’Imperatore Giustiniano nella sua novella sesta, dove egli si riferisce alla relazione tra “sacerdotium” e “imperium” come una “sinfonía” (nella versione greca, ed in latino con la parola “consonantia”).
Nel medioevo il potere politico era fortemente intriso di carica sacrale, rispettoso dell'autorità spirituale prerogativa della casta sacerdotale e del legittimo potere temporale dei regnanti. Quasi tutte le monarchie ricevevano il diritto a governare dal papa stesso, diritto riconosciuto formalmente dalla dinastia franca. Durante la lotta per le investiture si pose il problema dei rapporti gerarchici tra papato e Sacro romano impero, una questione che si ripropose costantemente ogni qual volta salivano sul soglio imperiale personaggi di spicco quali Federico Barbarossa o Federico II.
Nel corso del XIV secolo, con lo scisma d'Occidente, tramontò l'idea universalistica del papato come potere superiore e riconosciuto da tutta la Cristianità europea, con il culmine durante il conflitto tra il re di Francia Filippo il Bello e Bonifacio VIII che portò alla dura umiliazione del pontefice con lo "schiaffo di Anagni" e l'elaborazione della teoria del regalismo da parte dei giuristi della corte di Filippo.
In quegli anni si svilupparono gli studi giuridico-filosofici che, nella speranza di ricomporre la frattura tra potere politico-temporale e potere spirituale, teorizzavano il rapporto da tenere tra questi.
Alla ieratica superiorità papale, ribadita da Bonifacio VIII con la bolla Unam Sanctam, si opposero dei tentativi di conciliazione, come il De Monarchia di Dante Alighieri, che vedeva in Dio la superiore fonte di qualsiasi diritto e auspicava energicamente la separazione dei poteri temporali e spirituali, o come gli studi di Pierre Dubois e Guglielmo di Nogaret, che teorizzavano l'autonomia del potere regio da qualsiasi altro potere, sia religioso, sia extraterritoriale (come l'Impero rispetto ai singoli monarchi europei).
Un passo avanti fu compiuto all'epoca immediatamente successiva dell'imperatore Ludovico il Bavaro, che ripudiò l'autorità papale facendosi incoronare a Roma non già da un suo vicario, ma da un senatore laico, quello Sciarra Colonna che aveva umiliato il defunto papa Bonifacio ad Anagni.
Al seguito di Ludovico lavorarono i primi teorici della laicità dello Stato: Marsilio da Padova e Guglielmo d'Ockham. Il primo nel Defensor pacis teorizzava l'assoluta laicità dell'Imperatore, essendo il suo potere derivato dal popolo, inteso come la melior e sanior pars di esso. Per questo secondo lui gli stessi vescovi avrebbero dovuto essere eletti in assemblee popolari e la massima autorità religiosa avrebbe dovuto essere il concilio, non il papa.
Il secondo, nel Dialogus, approfondì la teoria di Marsilio, descrivendo il potere temporale come derivato da Dio, ma non tramite intercessione del papa, ma tramite intercessione del popolo, che aveva anche il diritto di revocare tale potere ribellandosi al sovrano qualora egli non rispettasse il principio fondamentale dell'"equità naturale". Un sovrano che si rendeva nocivo al suo popolo poteva quindi essere lecitamente disubbidito, quindi la delega popolare ad esercitare il potere non era mai assoluta, ma condizionata al buon governo.
Con Marsilio da Padova e Guglielmo da Ockham si ebbero i fondamenti del potere statale inteso in senso moderno.
Fra i principali modi in cui si è concretizzato il principio di laicità dello Stato, troviamo i casi di Francia e Turchia in cui la laicità è intesa come principio assertivo, laicità attiva in cui lo Stato rifiuta e opera attivamente contro la visibilità pubblica della religione; e la laicità passiva di Stati Uniti e altri Paesi in cui lo Stato permette la pubblica professione di qualsiasi religione, senza una preferenza particolare.

## Caratteri generali
Il termine, riferito ad una struttura politica o amministrativa, ne esprime l'autonomia dei principi, dei valori e delle leggi da qualsiasi autorità esterna che ne potrebbe determinare, compromettere o perlomeno influenzare l'azione. Tale scelta di condotta si pone nel solco delle idee rivoluzionarie francesi, costituendosi come un rifiuto dei principi etici e morali fondati sul diritto naturale.
La laicità, per estensione, si configura anche come assenza di un'ideologia dominante nell'opera di governo di uno Stato, e come equidistanza dalle diverse posizioni religiose ed ideologiche presenti, quindi senza principi in base ai quali determinare il proprio agire. Ad esempio, nel caso di un regime totalitario, definire lo Stato come "laico" è un errore, in quanto in questo tipo di regime vi è posto solo per l'ideologia ufficiale e l'ideologia non ha l'imparzialità dell'atteggiamento veramente laico.

## Lo Stato laico
La maggiore o minore laicità di uno Stato può essere pertanto valutata sulla base del rispetto dei seguenti criteri:
- la legittimità di uno Stato laico non è subalterna rispetto ad altri poteri quali istituzioni religiose o partiti politici confessionali ideologici; ad esempio, come afferma la Costituzione della Repubblica italiana, "lo Stato e la Chiesa cattolica sono, ciascuno nel proprio ordine, indipendenti e sovrani".
- uno Stato laico rifugge da qualsiasi mitologia ufficiale, ideologia o religione di Stato, non possiede dunque alcuna morale o etica;
- uno Stato laico è imparziale rispetto alle differenti religioni e ideologie presenti al suo interno, e garantisce l'eguaglianza giuridica di tutti i cittadini, senza discriminarli sulla base delle loro convinzioni e fedi;
- uno Stato laico riconosce e tutela i diritti di libertà di tutti i suoi cittadini: libertà di pensiero, di parola, di riunione, di associazione, di culto, ecc. compatibilmente con le proprie leggi e ordinamenti;
- le leggi di uno Stato laico non devono essere ispirate a dogmi o altre pretese ideologiche di alcune correnti di pensiero, ma devono essere mosse dal fine di mantenere la giustizia, la sicurezza e la coesione sociale dei suoi cittadini.
- uno Stato laico rifugge, in sostanza, l'istituzionalizzazione della sospensione dal dibattito critico di specifiche opinioni, la quale sospensione può essere positiva (favorire una o più opinioni tra tante attraverso la legge), o negativa (sfavorire un'opinione [ad esempio attraverso la coercizione] attraverso la legge).

## Cultura laica
È quella che crede nell'uomo come valore positivo e quindi nella sua capacità di autodeterminarsi, sulla base dei principi illuministici della libertà, del rispetto, della tolleranza e della fratellanza.
È quella per cui il singolo compie le sue scelte secondo la propria coscienza e ne accetta e affronta le conseguenze.
È quella che ha una visione ottimistica dell'uomo, visto come capace di compiere un cammino costruttivo e di esserne protagonista.
È quella dell'uomo svincolato da ogni principio morale, che fa della soddisfazione dei propri desideri la propria legge.
Laico è, in questo senso, chi ritiene di poter e dovere garantire incondizionatamente la propria e l'altrui libertà di scelta e di azione, particolarmente in ambito politico, rispetto a chi, invece, ritiene di dover limitare la propria libertà secondo gli ammaestramenti dell'autorità di un credo religioso. In altro senso laico è chi impone agli altri la propria visione agnostica della realtà.

### Dibattito sulla laicità
Il dibattito sulla laicità, in Italia, è ancora attuale attorno alla regolamentazione di alcuni temi importanti, tra i quali:
- La presenza o meno di simboli religiosi negli edifici pubblici di proprietà statale.
- La possibilità o meno di fare riferimento nelle dichiarazioni ufficiali alla fede religiosa eventualmente professata.
- La possibilità di avvalersi o meno dell'insegnamento della religione cattolica nelle scuole pubbliche. In questo caso si registra la proposta di introdurre anche l'insegnamento di altre culture religiose.
- La possibilità di regolamentare o ritornare a discutere su alcuni temi eticamente sensibili, come il divorzio, l'aborto, la somministrazione di mifepristone, la fecondazione medicalmente assistita prescindendo o meno dalle convinzioni etiche più o meno restrittive di una parte del Paese.

Secondo una interpretazione ancora più laicista, inoltre, pur non essendo un tema di stretta attualità, la laicità dello Stato è in discussione ogni qualvolta una norma o una legge venga in qualche modo influenzata da convinzioni morali e non solo religiose. In questa tipologia rientrano, ad esempio, almeno in parte, alcuni articoli del codice penale: artt. 527 e 529 (Atti osceni), Art. 528 (Pubblicazioni e spettacoli osceni), Art. 531 (Prostituzione e favoreggiamento), Legge Merlin e così via. Tali articoli non trovano una corrispondente formulazione nella legislazione di tutti gli altri paesi europei. Secondo tale interpretazione, infatti, uno Stato laico è agnostico, dove le religioni, le ideologie o la morale di una parte anche maggioritaria della popolazione non devono influire sulla società nel suo complesso, ma hanno valore solo per le persone, al limite per le comunità formate da quelle persone che credono in una certa religione, in una certa ideologia o in una certa morale. Lo Stato laico deve prodigarsi perché nessuna parte della società prevarichi su di un'altra, anche se minoritaria, per ragioni ideologiche. In altri termini: la democrazia non può essere usata per negare i diritti delle minoranze.
A questa connotazione negativa e agnostica della laicità si contrappone quella propositiva del filosofo Dario Antiseri, per il quale una società può dirsi laica «quando a nessuno e a nessun gruppo portatore di una specifica tradizione è proibito di dire la sua, ma dove nessuno e nessuna tradizione è esente dalla critica nel pubblico dibattito. Laico è chi è critico; non dogmatico; disposto ad ascoltare gli altri — soprattutto quanti pensano diversamente da lui — e al medesimo tempo deciso a farsi ascoltare; laico è chi è rispettoso delle altrui tradizioni e, in primo luogo, della propria; il laico non è un idolatra, non divinizza eventi storici e istituzioni a cominciare dallo Stato».

### Esempi pratici
La posizione laica viene spesso confusa con una posizione antireligiosa, spesso chiamata anche laicista. Tuttavia, come ci possono essere persone che, pur aderendo ad un credo religioso, si professano laiche, quindi che contraddittoriamente rigettano la morale del credo religioso al quale ipotizzano di appartenere, è possibile anche che esistano atei non laici, ovvero che ritengono che il proprio punto di vista debba essere assolutizzato.
Inoltre, si confonde spesso la laicità con una posizione morale. In realtà, la laicità non detta linee di condotta morale, ma è un principio agnostico che le rifiuta, pretendendo che posizioni diverse talora inconciliabili, in particolare diverse posizioni morali e religiose, possano convivere.
Queste confusioni rendono difficile formulare i problemi sulla fine della vita che sono al centro di molti dei dibattiti attuali. Per esempio, si sostiene spesso che alcuni dei temi su cui la morale laica e quella religiosa entrano in conflitto si dovrebbero ricondurre al bilanciamento tra difesa della vita ed interessi degli individui coinvolti.

## Laicità e Laicismo
Si riscontrano punti di vista diversi sul significato dei termini 'laicità e "laicismo". La maggior parte dei dizionari della lingua italiana, come il De Mauro o lo Zingarelli, in accordo alla definizione storica del termine laicismo, considerano i due termini come sinonimi, o meglio, definiscono il laicismo semplicemente come la corrente di pensiero che rivendica la laicità.
Negli anni, d'altro canto, in alcuni ambiti, e in particolare quello ecclesiastico, si è diffuso l'uso dei due termini per definire differenti idee di separazione di Stato e Chiesa:
- La laicità, considerata positivamente, sarebbe l'atteggiamento con cui lo Stato garantisce la libertà di culto ai fedeli delle confessioni e d'altra parte si riconosce la neutralità dello Stato democratico come uno strumento indispensabile per una convivenza plurale. Non viene però esclusa né una parziale sovrapposizione tra ambito statale e concezioni di origine confessionale né un intervento dello Stato sui culti per ragioni di ordine pubblico.

In quest'ottica spesso si ritiene che alcuni valori di origine naturale (cioè, considerata la storia italiana, ispirati al pensiero giudaico-cristiano, alla filosofia greca e al diritto romano), come ad esempio il matrimonio monogamico (fra due sole persone), esogamico (tra due persone non imparentate tra di loro) ed eterosessuale (fra persone di sesso diverso), possano essere parte integrante dei fondamenti condivisi dello Stato. In questa ottica lo Stato e le confessioni sono considerati ambiti distinti, ma tra loro comunicanti.
- Il laicismo, invece, sarebbe un atteggiamento ambiguo da parte dello Stato volto a limitare le confessioni nell'ambito privato, fatto che, secondo chi sostiene tale distinzione, costituirebbe una volontaria o involontaria repressione (vedi anticlericalismo). In paesi considerati laicisti, come la Francia, lo Stato ha il diritto di riconoscere o non riconoscere la laicità di una confessione.

I laicisti, secondo questo uso del termine, vorrebbero escludere dalle scelte pubbliche, e a volte dal dibattito pubblico, argomenti di origine confessionale, o argomenti difesi da esponenti ufficiali delle confessioni religiose. In quest'ottica lo Stato e le confessioni sono considerati ambiti completamente separati. Pertanto l'interesse della neutralità dello Stato è al di sopra di qualsiasi fede o confessione religiosa, un esempio è l'esposizione di simboli religiosi in luoghi pubblici.
Come si è detto, per lo Stato e per i cattolici, laici e non, la laicità è quindi intesa in senso diverso da quello inteso dai laici (in senso politico).
Poiché, inoltre, le querelle sulla laicità sorgono quasi esclusivamente su temi di etica e non riguardo ad interventi delle varie confessioni religiose su questioni sociali, si vedano etica e secolarizzazione dell'etica.
Giovanni Fornero ha distinto fra due accezioni di fondo del termine "laicità": una larga (o debole) di tipo metodologico-formale, comune a credenti e non credenti e propria dello Stato pluralista, e una ristretta (o forte) di tipo ideologico-sostantivo, propria dei non credenti, che coincide con il laicismo.